# Vincent Hardy (auteur)
Pour les articles homonymes, voir Vincent Hardy et Hardy.
Vincent Hardy, né le 28 juin 1955 à Usumbura (aujourd'hui Bujumbura), est un auteur et éditeur de bande dessinée belge.

## Biographie
Vincent Hardy naît le 28 juin 1955 à Bujumbura. Il étudie les arts plastiques à l'Institut Saint-Luc de Mons. À partir de 1978, il publie dans la revue Spatial de Michel Deligne. Quatre ans plus tard, il fonde les Éditions Nallet-Boirunvert et y publie le premier tome des Insolitudes. À la même époque, il publie Le Courseur et Autres Histoires drôles aux éditions du Miroir,.
En 1984, la jeune maison d'édition française Vents d'Ouest réédite les Insolitudes avant de lancer en 1986 la nouvelle création d'Hardy : la série d'aventure humoristique Ashe Barrett,.
Saluée notamment pour son travail formel et son humour par Thierry Smolderen et par Thierry Groensteen, Ashe Barrett ne connaît que deux albums et reste inachevée. Pour Henri Filippini, Vincent Hardy crée dans Ashe Barrett un « univers déroutant » avec un « graphisme décapant et drôle : monde de folie, de fou rire et de délire graphique ».
Après une dernière compilation de récits chez Vents d'Ouest en 1993, Hardy se détourne de la bande dessinée et se consacre à la peinture. Dans la deuxième moitié des années 2000, il revient au livre par le biais de l’illustration de livres pour la jeunesse chez Mijade.

## Publications

### Bande dessinée
- Le Courseur et Autres Histoires drôles, Éditions du Miroir, 1982, 37 p.. Réédition augmentée en 1985  (ISBN 2-87142-005-X)[8].
- Insolitudes, Vents d'Ouest, mai 1984 (ISBN 2-87096-005-0).
- La Véritable Histoire de Ashe Barrett, Vents d'Ouest :

1. Berdouille et Techno, avril 1986, 48 p. (ISBN 2-86967-008-7)[5].
2. Douze Travaux à fond la caisse, août 1987, 48 p. (ISBN 2-86967-036-2).

- Vincent Hardy, Vents d'Ouest, août 1993 (ISBN 2-86967-245-4).

### Collectifs
- 20 Couvertures pour Spirou et Fantasio[9], Éditions du Lion, Bruxelles, 1987
Scénario et couleurs : collectif - Dessin : collectif dont Vincent Hardy20 auteurs imaginent une couverture d'album. Contribution : Le Retour de Spirou et Fantasio.
- Nous, Tintin[10], Les Éditions du Lion, Bruxelles, 1987
Scénario : collectif - Dessin : collectif dont Vincent Hardy - Couleurs : quadrichromie -  (ISBN 2-87226-000-5),Préface : Wim Wenders. 36 couvertures imaginaires pour une aventure de Tintin.

### Illustration de livres pour enfants
- Laurence Bourguignon, Belfégor et l'Orage, Namur, Mijade, coll. « Petits Mijade », octobre 2006 (ISBN 2-87142-561-2)
- Svetlana Petrovic, Ours brun et Ours blanc, Namur, Mijade, coll. « Petits Mijade », septembre 2007, 22 p. (ISBN 978-2-87142-417-8 et 2-87142-417-9)
- Laurence Bourguignon, Pas si fort, Belfégor ![11], Namur, Mijade, coll. « Albums », octobre 2007, 26 p. (ISBN 978-2-87142-612-7)
- Fatima Sharafeddine, Nina et le Chat[12], Namur, Mijade, coll. « Albums », octobre 2008 (ISBN 978-2-87142-628-8)
- Sylvie Auzary–Luton, Corentin graine de champion, Namur, Mijade, coll. « Albums », novembre 2008 (ISBN 978-2-87142-566-3)
- Nathalie Daoût, Mireille et Elsa, Namur, Mijade, coll. « Albums », août 2009 (ISBN 978-2-87142-665-3)
- Vincent Hardy, Doug le petit remorqueur, Namur, Mijade, coll. « Albums », octobre 2014 (ISBN 978-2-87142-730-8)

### Artbooks
- La Princesse Maleine, Theâtre national de belgique, Bruxelles, 1988
Scénario : collectif - Dessin : collectif dont Jeanine Rahir - Couleurs : noir et blanc,Programme de la pièce de théâtre La Princesse Maleine de Maurice Maeterlinck au Théâtre national de Belgique du 16 mars au 16 avril 1988[13].

#### Livres
: document utilisé comme source pour la rédaction de cet article.
- Henri Filippini, Dictionnaire de la bande dessinée, Paris, Bordas, 1989, 731 p., ill. ; 27 cm (ISBN 2-04-018455-4, OCLC 1244909550, BNF 35065653, présentation en ligne), p. 631.
- Jean Pirotte (dir.) et Luc Courtois, Du régional à l'universel. : L'imaginaire wallon dans la bande dessinée., Louvain-la-Neuve, Fondation wallonne Pierre-Marie et Jean-François Humblet, 1999, 310 p. (ISBN 978-2-9600072-3-7 et 2960007239, OCLC 1075833932), p. 229 lire sur Google Livres
- Patrick Gaumer et Claude Moliterni, « Hardy, Vincent », dans Dictionnaire mondial de la bande dessinée, Paris, Larousse-Bordas, 1998, 880 p., ill. ; 29 cm (ISBN 978-2-0352-3520-6 et 2-0352-3520-0, OCLC 270725728, présentation en ligne), p. 376.